# Zdravko Hlebanja
Zdravko Hlebanja, slovenski smučarski tekač, * 15. oktober 1929, Mojstrana, † 9. marec 2018, Mojstrana.
Hlebanja je za Jugoslavijo nastopil na Zimskih olimpijskih igrah 1956 v Cortini d'Ampezzo, kjer je sodeloval v teku na 15 in 30 km ter v štafeti 4 x 10 km.
V teku na 15 km je osvojil 43., v teku na 30 kilometrov pa 42. mesto. Štafeta je končala kot 13.